# Tonan前橋
tonan前橋（トナンまえばし）は、日本の群馬県前橋市をホームタウンとする社会人サッカークラブ。

## 歴史

### 1982年 - 2005年
1982年、高校サッカー界で強豪である群馬県立前橋商業高等学校サッカー部監督の奈良知彦が中心になって前橋商業高校サッカー部OBたちが集まり「図南サッカークラブ」を結成した。クラブ名は諺の「図南の翼」に由来する。当初はOBが卒業して社会人になってからも体を動かしサッカーを楽しめるように作られたサッカー倶楽部という趣もあった。
しかし、群馬県リーグ3部に参戦すると初年度からチームワークを発揮し、そのシーズンは県選手権ベスト4という成績を残す。
1985年に2部、翌1986年には1部に昇格。社会人企業チームと互角に競り合い、この年の天皇杯県予選トーナメントでは3位になる。
1988年シーズン、試合中に興奮し審判に対しての暴力行為に発展。群馬県サッカー協会は事態を重くみて、監督は1年間の出場停止、チームは半年間の公式試合への出場停止、更には2部へ降格という処分が下された。
翌年2部を制し、1990年には1部に返り咲く、県総合選手権初優勝、天皇杯県予選準優勝を飾る。1991年県リーグ1部で初優勝、1992年には天皇杯県予選優勝、関東社会人サッカー大会優勝。1993年、晴れて関東リーグに昇格した。1990年代後半からは元Jリーガーが所属するようにもなる。
1994年～2000年までは県リーグに所属。2001年から関東リーグに復帰する。この間、1999年から3年連続で全国社会人サッカー選手権大会に出場している。
2002年の関東リーグでは9位に終わり、翌年度の創設が決まっていた2部への所属をかけた入替戦にまわる。2003年1月13日、ザスパ草津との入替戦ではPK戦までもつれた死闘に敗れ、再び県リーグに降格する事となる（この1ヶ月後にキャプテン鳥居塚伸人の草津への移籍が発表された）。
2003年に図南SCから図南SC群馬に名称変更。

### 2006年 - 2009年
2006年は草津より氏家英行、小久保純、樹森大介の3選手、アルテ高崎から鏑木豪が加入。群馬県リーグ1部を9勝3分、平均得点5点で制し、第40回関東社会人サッカー大会に出場したが、準々決勝で敗退した。
2007年も圧倒的な強さで群馬県リーグ1部を制覇し第41回関東社会人サッカー大会に臨んだが、準々決勝で敗退。一方、群馬県サッカー協会長杯では決勝戦でJFLのアルテ高崎を破り、天皇杯全日本サッカー選手権大会初出場を果たした。
2008年に図南SC群馬からtonan前橋に改称。群馬県リーグ1部（全14試合）で114得点を挙げ、6年連続14度目の優勝を飾る。第42回関東社会人サッカー大会では16年ぶり2度目の優勝を果たし、7年ぶりとなる関東リーグ復帰を果たした。また、10月の第44回全国社会人サッカー選手権大会では初戦で九州リーグ王者の沖縄かりゆしFCを撃破し、6度目の出場にして同大会での初勝利を挙げた。
2009年の関東リーグ2部では開幕2連敗を喫したものの、その後の10試合を8勝2敗でカバーし3位まで浮上。そしてS.A.I市原SCとの2位の座をかけた直接対決に勝利し、最終的には10勝4敗の成績で1部昇格を決めた。4年連続出場となった第45回全国社会人サッカー選手権大会では3位入賞を果たした。

### 2010年 - 2016年
2010年4月、ヤマダ電機とのオフィシャルパートナー契約締結を発表。7月の全社関東予選では、トップチームとtonan前橋サテライトの2チームが揃って全国大会の出場権を獲得する快挙を達成した。リーグ戦では1部5位という過去最高の成績を収めた。
2011年は全社関東予選で6年ぶりに敗退し、群馬県サッカー協会長杯でも4年ぶりに決勝進出を逃すなど、カップ戦では結果が出ないシーズンとなったが、リーグ戦では2年連続5位と健闘した。
2012年は群馬県サッカー協会長杯で優勝し、5年ぶりに天皇杯に出場。1回戦で大会初勝利を挙げ、2回戦でモンテディオ山形と対戦し敗れる。リーグ戦では過去最高の4位の成績を残した。
2013年9月17日、Jリーグ準加盟クラブとして承認された。10月15日のJ3加盟審査において、J3スタジアム審査が「要件未充足との結論」になったとして、2014年度のライセンス交付見送りが決定。その後日本フットボールリーグに公募推薦枠での昇格を目指したが、こちらも昇格が認められず、JFL・J3昇格は持ち越された。
2014年の群馬県サッカー協会長杯決勝でトップチームとtonan前橋サテライトの直接対決が実現。3-2でサテライトが勝利し天皇杯に群馬県代表として出場した。KSL市原カップでは初のベスト4進出を果たした。
リーグ戦では2014年は7位、2015年は8位と順位が低迷し、2016年は9位となり、長年守ってきた関東リーグ1部から降格した。

### 2017年 -
2017年、監督兼代表だった菅原が代表に専念し、新監督としてアルテ高崎・FC刈谷・東京23FCで監督経験のあるアマラオが就任した。関東リーグ2部では一時首位に立ったものの、最終的に9勝4分5敗の勝点31、優勝した東京国際大学FCに勝点7差をつけられ2位に終わった。本来ならば自動昇格であったが、JFLから2チームが関東リーグへ降格したことにより、1部7位の横浜猛蹴との入替戦に回ることになり、同試合に0-1で敗れ2部残留。第97回天皇杯では1回戦で東京国際大学FCに勝利、2回戦で大宮アルディージャに敗れた。
2019年、「プロのクラブを目指すのではなく、アマチュアクラブとして地域貢献・地域密着を目指し、子供たちから大人までに愛されるスポーツクラブを目指す」として、公益財団法人日本プロサッカーリーグにJリーグ百年構想クラブからの脱退を申請。2019年7月30日のJリーグ理事会で承認された。

## ホームスタジアム
2020年の関東サッカーリーグでは、前橋総合運動公園群馬電工陸上競技・サッカー場、NTT図南スーパーグラウンドでホームゲームを開催する。
2013年にJリーグ準加盟申請を行った際は、前橋総合運動公園陸上競技・サッカー場をホームグラウンドとした（2013年は最終節のみ当地で開催）。
前橋総合運動公園を本拠地としてこだわる理由として、ウェブマガジンTHE PAGE で、菅原宏は「敷島（サッカー場、陸上競技場（正田醤油スタジアム群馬）とも）は、群馬県の持ち物ですから、僕はあくまでも、前橋市（総合運動公園）からJ3に行きたい」とコメントしている。ただ、Jリーグライセンス・J3基準では、収容人員を原則座席で5000人以上であることや、選手・審判団のロッカー室・控え室、会見場などの施設充足が求められているが、前橋陸ではそれらが現在充足されていないため、このままではJ3昇格ができない状態にあった。

## 戦績

### リーグ戦
| 年度 | 所属      | 順位 | 勝点 | 試合 | 勝 | 分 | 敗   | 得点 | 失点 | 得失差 | 天皇杯         |
| 1989 | 群馬県2部 | 優勝 |      |      |    |    |      |      |      |        |                |
| 1990 | 群馬県1部 | 2位  |      |      |    |    |      |      |      |        |                |
| 1991 | 群馬県1部 | 優勝 |      |      |    |    |      |      |      |        |                |
| 1992 | 群馬県1部 | 優勝 |      |      |    |    |      |      |      |        |                |
| 1993 | 関東      | 9位  | 9    | 18   | 3  | 3  | 12   | 16   | 53   | -37    |                |
| 1994 | 群馬県1部 | 優勝 |      |      |    |    |      |      |      |        |                |
| 1995 | 群馬県1部 | 優勝 |      |      |    |    |      |      |      |        | 県予選準決勝   |
| 1996 | 群馬県1部 | 優勝 |      |      |    |    |      |      |      |        |                |
| 1997 | 群馬県1部 | 2位  |      |      |    |    |      |      |      |        | 県予選準優勝   |
| 1998 | 群馬県1部 | 優勝 |      |      |    |    |      |      |      |        | 県予選3位      |
| 1999 | 群馬県1部 | 優勝 |      |      |    |    |      |      |      |        | 県予選3回戦    |
| 2000 | 群馬県1部 | 優勝 | 27   | 10   | 9  | 0  | 1    | 40   | 12   | 28     | 県予選1回戦    |
| 2001 | 関東      | 7位  | 22   | 18   | 6  | 4  | 8    | 27   | 30   | -3     | 県予選準優勝   |
| 2002 | 関東      | 9位  | 11   | 9    | 2  | -  | 7(3) | 13   | 19   | -6     | 県予選3位      |
| 2003 | 群馬県1部 | 優勝 | 34   | 14   | 11 | 1  | 2    | 50   | 15   | 35     | 県予選3位      |
| 2004 | 群馬県1部 | 優勝 | 23   | 10   | 7  | 2  | 1    | 33   | 11   | 22     | 県予選準々決勝 |
| 2005 | 群馬県1部 | 優勝 | 35   | 14   | 11 | 2  | 1    | 52   | 16   | 36     | 県予選準々決勝 |
| 2006 | 群馬県1部 | 優勝 | 30   | 12   | 9  | 3  | 0    | 62   | 18   | 44     | 県予選準々決勝 |
| 2007 | 群馬県1部 | 優勝 | 42   | 14   | 14 | 0  | 0    | 87   | 10   | 77     | 1回戦敗退      |
| 2008 | 群馬県1部 | 優勝 | 39   | 14   | 13 | 0  | 1    | 114  | 9    | 105    | 県予選準優勝   |
| 2009 | 関東2部   | 2位  | 30   | 14   | 10 | 0  | 4    | 38   | 14   | 24     | 県予選準優勝   |
| 2010 | 関東1部   | 5位  | 20   | 14   | 6  | 2  | 6    | 22   | 23   | -1     | 県予選準優勝   |
| 2011 | 関東1部   | 5位  | 17   | 14   | 5  | 2  | 7    | 20   | 26   | -6     | 県予選3位      |
| 2012 | 関東1部   | 4位  | 28   | 18   | 8  | 4  | 6    | 34   | 29   | 5      | 2回戦敗退      |
| 2013 | 関東1部   | 3位  | 31   | 18   | 9  | 4  | 5    | 32   | 21   | 11     | 県予選準優勝   |
| 2014 | 関東1部   | 7位  | 22   | 18   | 6  | 4  | 8    | 26   | 33   | -7     | 県予選準優勝   |
| 2015 | 関東1部   | 8位  | 16   | 18   | 4  | 4  | 10   | 14   | 22   | -8     | 1回戦敗退      |
| 2016 | 関東1部   | 9位  | 14   | 18   | 3  | 5  | 10   | 20   | 32   | -12    | 県予選準優勝   |
| 2017 | 関東2部   | 2位  | 31   | 18   | 9  | 4  | 5    | 26   | 21   | 5      | 2回戦敗退      |
| 2018 | 関東2部   | 3位  | 31   | 18   | 8  | 7  | 3    | 27   | 13   | 14     | 県予選準優勝   |
| 2019 | 関東2部   | 4位  | 28   | 18   | 8  | 4  | 6    | 39   | 30   | 9      | 県予選準優勝   |
| 2020 | 関東2部   | 4位  | 14   | 9    | 4  | 2  | 3    | 21   | 14   | 7      | 1回戦敗退      |
| 2021 | 関東2部   | 3位  | 31   | 18   | 9  | 4  | 5    | 31   | 23   | 8      | 1回戦敗退      |
| 2022 | 関東2部   | 3位  | 34   | 18   | 9  | 7  | 2    | 25   | 13   | 12     | 県予選準優勝   |
| 2023 | 関東2部   | 7位  | 20   | 18   | 5  | 5  | 8    | 26   | 27   | -1     | 1回戦敗退      |
| 2024 | 関東2部   | 3位  | 27   | 18   | 7  | 6  | 5    | 17   | 17   | 0      | 1回戦敗退      |

注釈
1. ↑  新型コロナウイルスの感染拡大に伴い、前期1節～前期9節の全試合を中止し、後期日程のみでの開催となった。

- ( )はPK戦

### 全国社会人サッカー選手権大会
| 年度 | 成績    | 1回戦                              | 2回戦                              | 準々決勝                    | 準決勝                      | 3位決定戦                            |
| 1999 | 1回戦   | 3-4 水戸ホーリーホック (JFL)       |                                    |                             |                             |                                      |
| 2000 | 1回戦   | 3(6PK7)3 かりゆしホテルズFC (九州) |                                    |                             |                             |                                      |
| 2001 | 1回戦   | 1-2 佐川印刷SC (関西)              |                                    |                             |                             |                                      |
| 2006 | 1回戦   | 0-3 静岡FC (東海)                  |                                    |                             |                             |                                      |
| 2007 | 1回戦   | 1-4 NECトーキン (東北)             |                                    |                             |                             |                                      |
| 2008 | 2回戦   | 2(3PK2)2 沖縄かりゆしFC (九州)     | 1-2 松本山雅FC (北信越)            |                             |                             |                                      |
| 2009 | 3位     | 3-1 BIWAKO S.C.HIRA (関西)         | 1 (7PK6) 1 新日鐵大分 (九州)       | 1-0 Y.S.C.C.横浜 (関東)     | 1-4 ツエーゲン金沢 (北信越) | 2 (延長) 1 AC長野パルセイロ (北信越) |
| 2010 | ベスト8 | 2(延長)1 FC KAGOSHIMA (九州)       | 2 (5PK4) 2 ヴォラドール松江 (中国) | 0-2 カマタマーレ讃岐 (四国) |                             |                                      |
| 2013 | 1回戦   | 2-3 レノファ山口FC (中国)          |                                    |                             |                             |                                      |

### 関東社会人サッカー大会
| 年度 | 成績    | 1回戦                            | 準々決勝                                  | 準決勝                                    | 決勝                                    |
| 1996 | ベスト4 | 5-1 武南FC (埼玉県3位)           | 1(4PK2)1 矢板SC (栃木県2位)               | 0-1 動燃東海 (茨城県2位)                  |                                         |
| 1998 | ベスト8 | 4-0 与野蹴魂会 (埼玉県2位)       | 0-1 栃木SC (栃木県1位)                    |                                           |                                         |
| 1999 | ベスト8 | 4-0 越谷FC (埼玉県2位)           | 3-4 東邦チタニウム (神奈川県1位)          |                                           |                                         |
| 2000 | 準優勝  | 3-0 日立水戸 (茨城県2位)         | 2-0 藤沢市役所 (開催地)                   | 4-1 矢板SC (栃木県1位)                    | 1(3PK5)1 海自厚木マーカス (神奈川県1位) |
| 2003 | ベスト8 | 4-1 六浦FC (神奈川県2位)         | 0-1(Vゴール) 神奈川県教員SC (神奈川県1位) |                                           |                                         |
| 2004 | ベスト4 | 2-1 日立ビルシステム (東京都2位) | 1-0 柏FC (千葉県1位)                      | 1(2PK4)1 飯能ブルーダー (埼玉県1位)       |                                         |
| 2005 | 1回戦   | 0-1 トステムFC (茨城県1位)       |                                           |                                           |                                         |
| 2006 | ベスト8 | 8-1 宇都宮FC (栃木県1位)         | 2-3 クラブ・ドラゴンズ (茨城県1位)        |                                           |                                         |
| 2007 | ベスト8 | 2(3PK1)2 横浜猛蹴 (神奈川県2位)  | 0-1 FC KOREA (東京都1位)                  |                                           |                                         |
| 2008 | 優勝    | 2-1 六浦FC (神奈川県2位)         | 2-1 坂戸シティFC (埼玉県3位)              | 1(5PK4)1 東京海上日動火災保険 (東京都3位) | 2-0 日立ビルシステム (東京都1位)        |

## タイトル

### リーグ戦
- 群馬県社会人サッカーリーグ1部：14回
  - 1991年～1992年、1994年～1996年、1998年～2000年、2003年～2008年

### カップ戦
- 関東社会人サッカー大会：2回
  - 1992年、2008年
- 群馬県サッカー協会長杯サッカー大会：6回
  - 2007年、2012年、2015年、2017年、2020年、2021年
- 群馬県サッカー総合選手権大会：13回
  - 1990年、1994年、1996年～2000年、2002年～2007年

## ユニフォーム

### ユニフォームスポンサー
| 掲出箇所 | スポンサー名                            | 表記                   | 提出年   | 備考 |
| 胸       | セキチュー                              | HOME CENTER SEKICHU    | 2014年 - |      |
| 鎖骨     | なし                                    | -                      | -        |      |
| 背中上部 | 富士スバル                              | 富士スバル             | 2014年 - |      |
| 背中下部 | フロラティン・ジャパン                  | TAHOMA 31 BARMUDAGRASS | 2021年 - |      |
| 袖       | なし                                    | -                      | -        |      |
| パンツ   | パーソナル・トレーニング・ジム レガロス | Regalos                | 2024年 - |      |

### ユニフォームサプライヤーの遍歴
- - 2009年：ミズノ
- 2010年：フォラーラ
- 2011年 - 2012年：ミズノ
- 2013年 - 2016年：アディダス
- 2017年：スフィーダ
- 2018年 - 2019年：スーペルボーラ
- 2020年 - ：エグゼフ

### 歴代ユニフォームスポンサー
| 年度 | 胸                            | 鎖骨右 | 鎖骨左 | 背中上部     | 背中下部               | 袖                                   | パンツ             | サプライヤー |
| 2008 | Cinetech cinema meets digital | 解禁前 | 解禁前 | FANEX        | 解禁前                 | OMG PARTNERS げんき堂                | ENZA DINING        | Mizuno       |
| 2009 | 予防医学 総合研究所           | 解禁前 | 解禁前 | 豊泉歯科医院 | 解禁前                 | ENZA DINING                          | -                  | Mizuno       |
| 2010 | -                             | 解禁前 | 解禁前 | FANEX        | 解禁前                 | YΛMΛDΛ                               | -                  | Forala       |
| 2011 | Meet THE MEAT 群馬ミート      | 解禁前 | 解禁前 | FANEX        | 解禁前                 | YΛMΛDΛ                               | かつ久無庵         | Mizuno       |
| 2012 | Meet THE MEAT 群馬ミート      | 解禁前 | 解禁前 | -            | 解禁前                 | -                                    | -                  | Mizuno       |
| 2013 | -                             | 解禁前 | 解禁前 | -            | 解禁前                 | -                                    | -                  | adidas       |
| 2014 | HOME CENTER SEKICHU           | 解禁前 | 解禁前 | 富士スバル   | 解禁前                 | -                                    | -                  | adidas       |
| 2015 | HOME CENTER SEKICHU           | 解禁前 | 解禁前 | 富士スバル   | 解禁前                 | -                                    | -                  | adidas       |
| 2016 | HOME CENTER SEKICHU           | 解禁前 | 解禁前 | 富士スバル   | -                      | GUNMA SOCCER PROJECT VALIENTEFC 2014 | -                  | adidas       |
| 2017 | HOME CENTER SEKICHU           | 解禁前 | 解禁前 | 富士スバル   | -                      | -                                    | PERS JAPAN CO,LTD. | sfida        |
| 2018 | HOME CENTER SEKICHU           | -      | -      | 富士スバル   | PERS JAPAN CO,LTD.     | - / TSUBATA                          | TIPOAL             | Super Bolla  |
| 2019 | HOME CENTER SEKICHU           | -      | -      | 富士スバル   | PERS JAPAN CO,LTD.     | TSUBATA                              | TIPOAL             | Super Bolla  |
| 2020 | HOME CENTER SEKICHU           | -      | -      | 富士スバル   | PERS JAPAN CO,LTD.     | TSUBATA                              | TIPOAL             | XF           |
| 2021 | HOME CENTER SEKICHU           | -      | -      | 富士スバル   | TAHOMA 31 BARMUDAGRASS | PERS JAPAN CO,LTD.                   | TIPOAL             | XF           |
| 2022 | HOME CENTER SEKICHU           | -      | -      | 富士スバル   | TAHOMA 31 BARMUDAGRASS | PERS JAPAN CO,LTD.                   | TIPOAL             | XF           |
| 2023 | HOME CENTER SEKICHU           | -      | -      | 富士スバル   | TAHOMA 31 BARMUDAGRASS | PERS JAPAN CO,LTD.                   | TIPOAL             | XF           |
| 2024 | HOME CENTER SEKICHU           | -      | -      | 富士スバル   | TAHOMA 31 BARMUDAGRASS | -                                    | Regalos            | XF           |

## 参照
1. ↑  『Jリーグ準加盟審査結果について』（プレスリリース）日本プロサッカーリーグ、2013年9月17日。2017年9月18日閲覧。
2. ↑  “申請クラブ審査状況に更新がありました”.   J3準備室 特設サイト (2013年10月15日). 2013年10月16日閲覧。
3. ↑  ｔｏｎａｎ前橋　ＪＦＬ入会承認されず（2013年12月4日　上毛新聞　同12月6日閲覧）
4. ↑  tonan前橋サテライトがジャイキリ!!トップチームを破り、天皇杯出場へ(14/7/7 18:39)(ゲキサカ)
5. ↑  『tonan前橋のＪリーグ百年構想クラブからの脱退について』（プレスリリース）日本プロサッカーリーグ、2019年7月30日。2019年7月30日閲覧。
6. ↑  ＜tonan前橋＞J3落選のチーム あきらめぬ夢（P4　2013年10月18日　2015年5月15日閲覧）